# Черніївка
Черні́ївка — село в Україні, в Полонській міській  громаді Шепетівського району Хмельницької області. Населення становить 232 особи.

## Географія
Село розташоване на лівому березі річки Случ.

## Історія
У 1906 році село Миропільської волості Новоград-Волинського повіту Волинської губернії. Відстань від повітового міста 44 верст, від волості 8. Дворів 34, мешканців 230.
7 (20) листопада 1917 року, відповідно до Третього Універсалу Української Центральної Ради, увійшло до складу Української Народної Республіки.
Село постраждало в часі Голодомору 1932—1933 років, за різними даними, померло приблизно 26 людей.
12 червня 2020 року, відповідно до розпорядження Кабінету Міністрів України № 727-р «Про визначення адміністративних центрів та затвердження територій територіальних громад Хмельницької області», увійшло до складу Полонської міської територіальної громади.
19 липня 2020 року, в результаті адміністративно-територіальної реформи та ліквідації Полонського району, село увійшло до складу Шепетівського району.

## Населення

### Мова
Розподіл населення за рідною мовою за даними перепису 2001 року:
| Мова       | Кількість | Відсоток |
| ---------- | --------- | -------- |
| українська | 230       | 99.14%   |
| російська  | 2         | 0.86%    |
| Усього     | 232       | 100%     |

## Пам'ятки
- Малі і Великі Луки — ландшафтний заказник місцевого значення.

## Постаті
- Іщук Олександр Сергійович (1987—2014) — старший солдат Збройних сил України, учасник російсько-української війни.